# Carl Laemmle

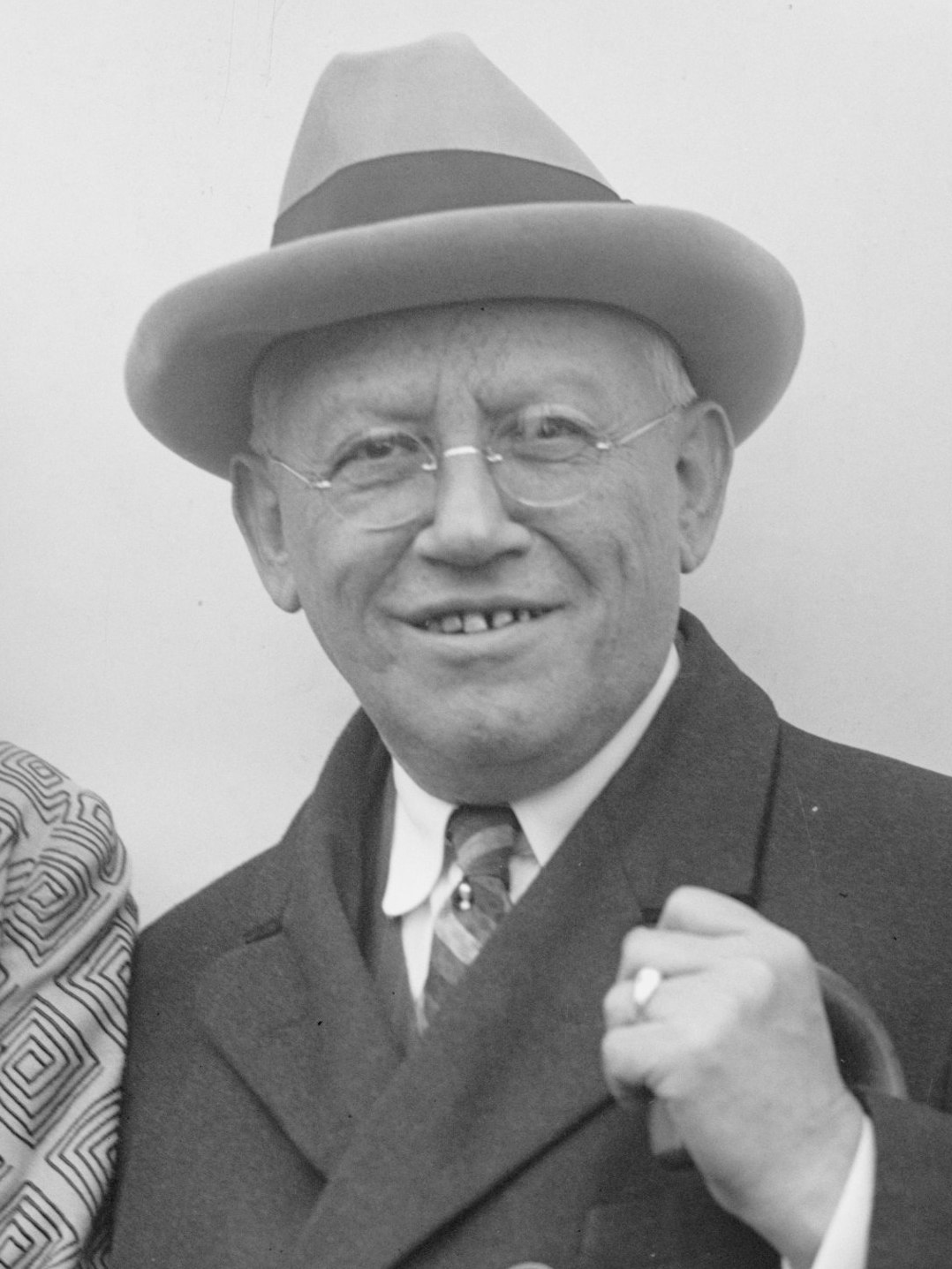
Carl Laemmle (1926)

Carl Laemmle, Sr. (* 17. Januar 1867 in Laupheim; † 24. September 1939 in Beverly Hills; eigentlich Karl Lämmle) war ein deutscher Filmproduzent jüdischer Herkunft, mit, nach seiner 1886 erfolgten Auswanderung in die Vereinigten Staaten, verliehener amerikanischer Staatsbürgerschaft, der 1912 die heutigen Universal Pictures in Universal City im Los Angeles County begründete und bis 1936 leitete. In dieser Funktion gehörte er zu den mächtigsten Studiobossen seiner Zeit. Er zählte zu den einflussreichsten Filmpionieren der US-amerikanischen Filmgeschichte und wird auch als einer der Gründerväter von Hollywood bezeichnet. Laemmle war maßgeblich beteiligt, als eine neue Kunstform kreiert wurde, der Spielfilm. Er erkannte als einer der ersten, dass man die Massen für diese Kunst begeistern kann.

## Leben

### Auswanderung und Einstieg in die Filmbranche

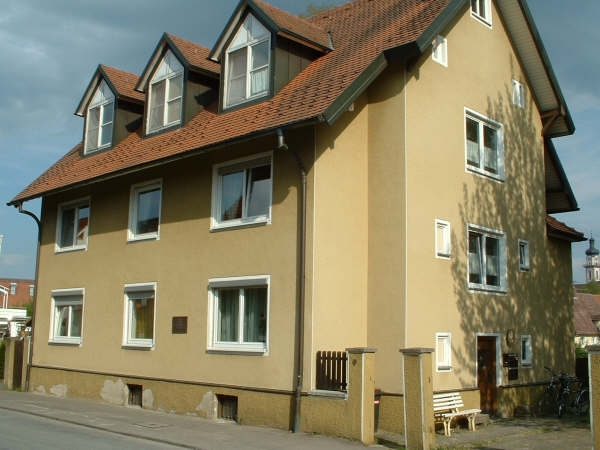
Laemmles Geburtshaus in Laupheim (2007)

Carl Laemmle wurde 1867 im oberschwäbischen Laupheim als Sohn eines jüdischen Viehhändlers im Wohnhaus Radstraße 9 in die dortige jüdische Gemeinde geboren. Er absolvierte eine Lehre als Kaufmann. Am 28. Januar 1884 wanderte er zusammen mit seinem Schulfreund Leopold Hirschfeld im Alter von 17 Jahren in die USA aus. Am 13. Februar 1884 erreichte er mit dem Auswandererdampfer Neckar aus Bremerhaven den Hafen von New York. Seine erste Stelle war die eines Laufburschen für einen Drugstore. Kurze Zeit später zog er nach Chicago, wo sein älterer Bruder Joseph wohnte. 1889 nahm er die US-amerikanische Staatsbürgerschaft an.
Laemmle wurde Geschäftsführer einer Textilfirma in Oshkosh (Wisconsin), einer Stadt mit einer großen deutschsprachigen Minderheit. Bei der Textilfirma arbeitete er mit auffälligen Werbeaktionen. Sein Biograph Udo Bayer urteilt: „Hier entwickelte er die Fähigkeiten als moderner Geschäftsmann mit den entsprechenden Werbetechniken, ohne die sein späterer Aufstieg nicht denkbar gewesen wäre und die uns heute noch verblüffen“.
1906 machte er sich in Chicago selbständig und investierte sein Geld in ein Nickelodeon. Bei diesem wurden Fassade, Innenraum und Mobiliar weiß gestrichen, da die Konkurrenz eher schmuddelig aussah. Noch im selben Jahr gründete er einen Filmverleih. Das Geschäft boomte, und innerhalb kürzester Zeit gehörten ihm 50 Kinos. Später baute er ein eigenes Theater nur für Frauen, damit diese „schicklich“ ins Kino gehen konnten.
Bereits 1908 war seine Firma die größte Filmverleihfirma der USA. Auf Anzeigen erschien Laemmle selbst mit dem Slogan „I Am the Moving Picture Man“. 1910 gründete Laemmle seine erste Filmproduktion, die Independent Motion Picture Company. Im Vorspann erschien von Anfang an „Carl Laemmle presents“. Er setzte als erster in der US-Filmindustrie auf Stars, indem er die Schauspieler benannte, während die Konkurrenz die Schauspieler ohne Namensnennung einsetzte.
Er gehörte zu den sogenannten Independents, also den Filmproduzenten, die sich dem Monopol der Motion Picture Patents Company widersetzten. Die Patentgesellschaft bezweckte die Kontrolle aller Wertschöpfungsstufen des Filmschaffens mittels Patenten und Lizenzen. Carl Laemmle verweigerte die Mitwirkung und führte einen von marktwirtschaftlichen Überzeugungen geleiteten Kampf gegen dieses Monopol. Die Patentgesellschaft wurde durch politische Intervention der US-Bundesbehörden und höchste Rechtsprechung des Supreme Court zerschlagen. Der Bruch des Monopols war „in den Augen seiner Zeitgenossen … Laemmles größte Errungenschaft“.

### Gründung von Universal Pictures
1912 fusionierte die Independent Motion Picture Company mit anderen Firmen zur Universal Film Manufacturing Company (heute Universal Pictures) welche wiederum von Laemmle geleitet wurde. Während seiner aktiven Zeit als Firmenleiter bei Universal Studios und der Vorgängerfirma wurden über 400 Filme produziert. Er verlegte seinen Produktionsort von der Ost- an die Westküste der USA. In Kalifornien waren die Löhne niedriger und das Wetter besser, günstige Umstände, die mehr Drehtage in kürzerer Zeit ermöglichten. In einer ausgestorbenen Gegend bei Los Angeles, heute als Hollywood bekannt, kaufte Laemmle eine 170 Hektar große Hühnerfarm und errichtete die Universal City Studios. Die Universal expandierte in kürzester Zeit sehr stark. Schon ein Jahr nach der Gründung, 1913, fanden über 2000 Menschen Beschäftigung. Später siedelten sich auch andere Filmproduktionsfirmen in Hollywood an.

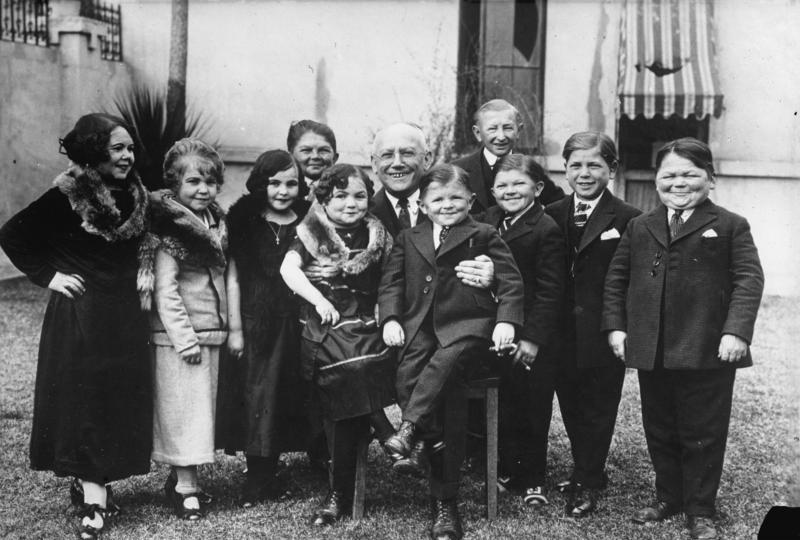
Carl Laemmle mit kleinwüchsigen Darstellern 1929

Laemmles Firma Universal Pictures gehörte ab den späten 1910er Jahren und später als größte Filmfirma Amerikas zu den „Big Six“, die (nach der aufgelösten Motion Picture Patents Company) das zweite Oligopol von Filmfirmen bildeten.
Er produzierte im Ersten Weltkrieg Propagandafilme. Im Jahr 1918 kam zuerst der Propagandafilm Der Kaiser – Die Bestie von Berlin (The Kaiser – Beast of Berlin) über Kaiser Wilhelm II. heraus. Noch 1918 folgte der Propagandafilm Untergang der Lusitania (The Sinking of the Lusitania). 1919 spielte Erich von Stroheim in Herz der Menschlichkeit (Heart of Humanity) einen deutschen Offizier, der eine Rotkreuzschwester vergewaltigen will. Dieser Offizier wirft ein bei der Vergewaltigung störendes Kind aus dem Fenster.
Die bekanntesten Filme aus seinen Studios waren Der Glöckner von Notre Dame (1923), Das Phantom der Oper (1925), Im Westen nichts Neues (1930), Waterloo Bridge (1931) sowie die Reihe von Horrorfilmen in den 1930er Jahren, die 1931 mit Dracula und Frankenstein begann. Universal führte die Genres Wildwestfilm und den klassischen Horrorfilm zu anhaltender Bedeutung.

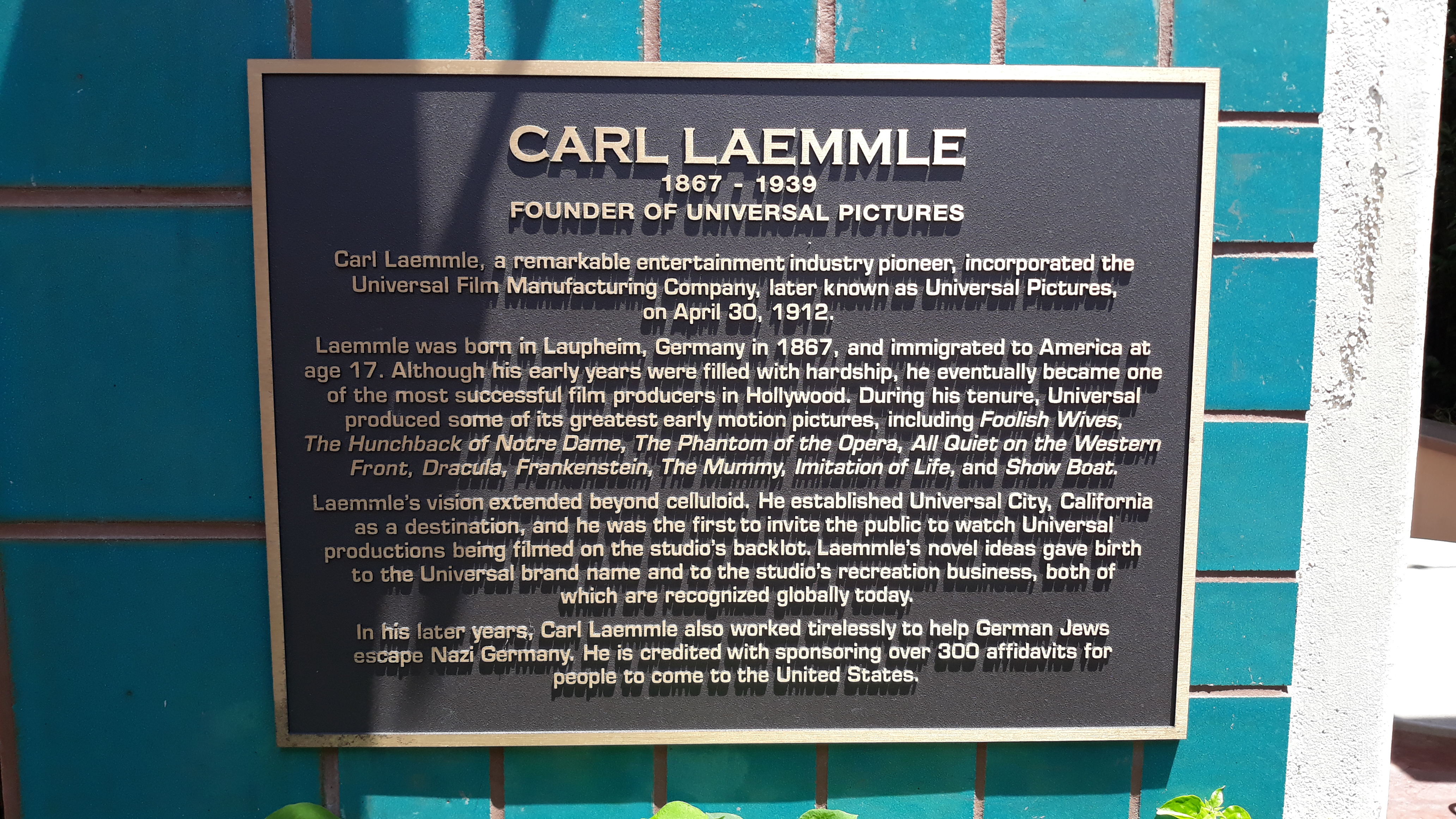
Gedenktafel in den Universal Studios Hollywood

Sein Sohn Carl Laemmle, Jr. arbeitete schon als Jugendlicher im Studio seines Vaters und wurde Anfang der 1930er Jahre Produzent der wichtigsten Filme von Universal. William Wyler, der Regisseur von Ben Hur, war der Sohn von Laemmles Cousine und wurde von ihm nach Hollywood geholt. 1929 schenkte er seinem Sohn die Firma. Der Senior übernahm die Firma später wieder selbst, da sein Sohn sich als ungeeignet für die Leitung erwiesen hatte. In der Weltwirtschaftskrise musste er einem Teilhaber mit Kapital einen Teil des Unternehmens überschreiben. 1936 wurden die Laemmles gezwungen, die gesamte Firma an den Teilhaber zu verkaufen. Die Gründe waren vielfältig: Der aufkommende Tonfilm und dadurch ein erheblicher Kapitalbedarf Ende der 1920er Jahre veränderten das Produktionsmodell. Konkurrenten hatten aufgeholt, die Methoden und Produktionsprozesse waren im Laufe der vielen erfolgreichen Jahre bei der Universal erstarrt. Die vertikale Integration von Kinos in den Konzern war nicht gelungen, Abspielorte an attraktiven Plätzen fehlten. Der Spürsinn für Stoffe und Kassenschlager scheint nicht mehr so stark ausgeprägt gewesen zu sein. Der Erlös aus dem Verkauf der Firma immerhin sicherte der Familie ein bequemes Leben.

### Laemmle und Laupheim
Laemmle blieb zeit seines Lebens mit Laupheim verbunden. Er besuchte des Öfteren seine Geburtsstadt, zweimal noch vor seiner Einbürgerung in den USA. Als erfolgreicher Geschäftsmann nutzte er diese Besuche, um Laupheim finanziell zu unterstützen. Im Laufe der 1920er Jahre spendete Laemmle große Beträge sowohl der Stadt Laupheim, der jüdischen Gemeinde als auch einzelnen Bürgern. Er hatte bald die Rolle des reichen Onkels aus Amerika im Ort. Er gab Geld für eine neue Schule, ein Schwimmbad und das Waisenhaus. Die ihm 1919 verliehene Ehrenbürgerwürde wurde auf Grund einer Anfrage der politischen Rechten im württembergischen Landtag und einer darauffolgenden Bekanntmachung des württembergischen Innenministeriums, dass ausländische Staatsbürger keine Ehrenbürger werden könnten (Laemmle war mittlerweile amerikanischer Staatsbürger), schon 1921 außer Wirkung gesetzt. Einige Jahre später wurde eine Straße nach ihm benannt.

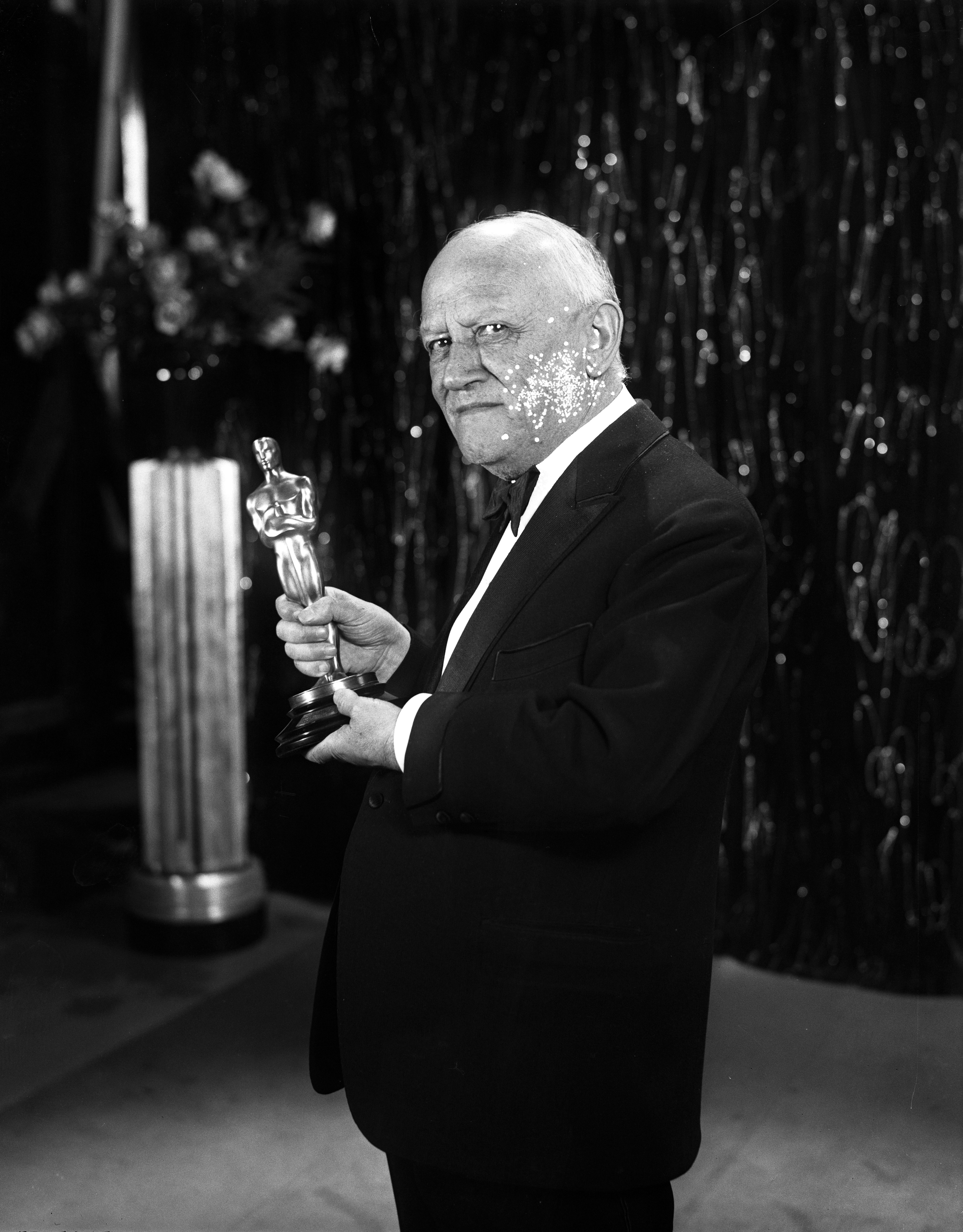
Laemmle mit dem Oscar für Im Westen nichts Neues (1930)

Schon vor der Machtergreifung der Nationalsozialisten änderte sich die Einstellung Laemmle gegenüber. Die Stimmung gegen Laemmle kippte bereits 1930, als ihm für seinen Film Im Westen nichts Neues am 5. November 1930 im Ambassador Hotel in Los Angeles der Oscar in der Kategorie Bester Film verliehen wurde. 36 Tage später wurde der Film in Deutschland verboten. Der Völkische Beobachter hetzte gegen den „Filmjuden“ Lämmle. Das Straßenschild mit seinem Namen wurde im Juni 1933 entfernt, die Straße in Schlageter-Straße umbenannt. Laemmle durfte nicht mehr nach Deutschland einreisen.

### Laemmle rettet deutsche Juden
Laemmle unternahm viel, um den bedrängten, entrechteten Juden in Deutschland zu helfen. Er übernahm von 1936 bis 1939 an über 300 Bürgschaften für jüdische Familien aus Laupheim, Nürnberg, Berlin und anderen Städten, so genannte Affidavits, das heißt, die Garantie eines amerikanischen Staatsbürgers, notfalls die Versorgung des Flüchtlings zu übernehmen. Ferner wandte sich Laemmle mit Bittbriefen an andere jüdische Prominenz, damit diese ebenfalls Bürgschaften übernahm. Damit bewahrte er viele Menschen vor dem sicheren Tod in den Konzentrationslagern.
In einem Brief an den amerikanischen Konsul in Stuttgart schreibt Laemmle: „Sie können sicher sein, dass wenn ich ein Affidavit ausstelle, ich es in voller Kenntnis meiner Verantwortung tue und mein ganzes Herz und meine Seele damit verbunden sind. Ich brauche Ihnen nichts von den Leiden erzählen, die deutsche Juden in diesen Zeiten durchmachen, und ich fühle, dass jeder einzelne Jude, der finanziell in der Lage ist, diesen in übler Weise Bedürftigen zu helfen, dies unerschütterlich tun sollte.“

### Tod
Laemmle starb am 24. September 1939 im Alter von 72 Jahren in seinem Haus in Beverly Hills in Folge von drei Herzinfarkten, die er an diesem Tag erlitten hatte. Er wurde im Home of Peace Memorial Park in East Los Angeles bestattet.

## Nachkommen
Sein Sohn Carl Laemmle, Jr. trat 1929 als Produktionschef von Universal Studios in die Fußstapfen seines Vaters. Die Schauspielerin Carla Laemmle (1909–2014) war die Nichte von Carl Laemmle, Robert und William Wyler die Söhne seiner Cousine. Carla Laemmle war von 1925 bis 1939 vorwiegend in Filmen zu sehen, welche die Laemmles in den Universal Studios produziert hatten.

## Gedenken

### In Laupheim

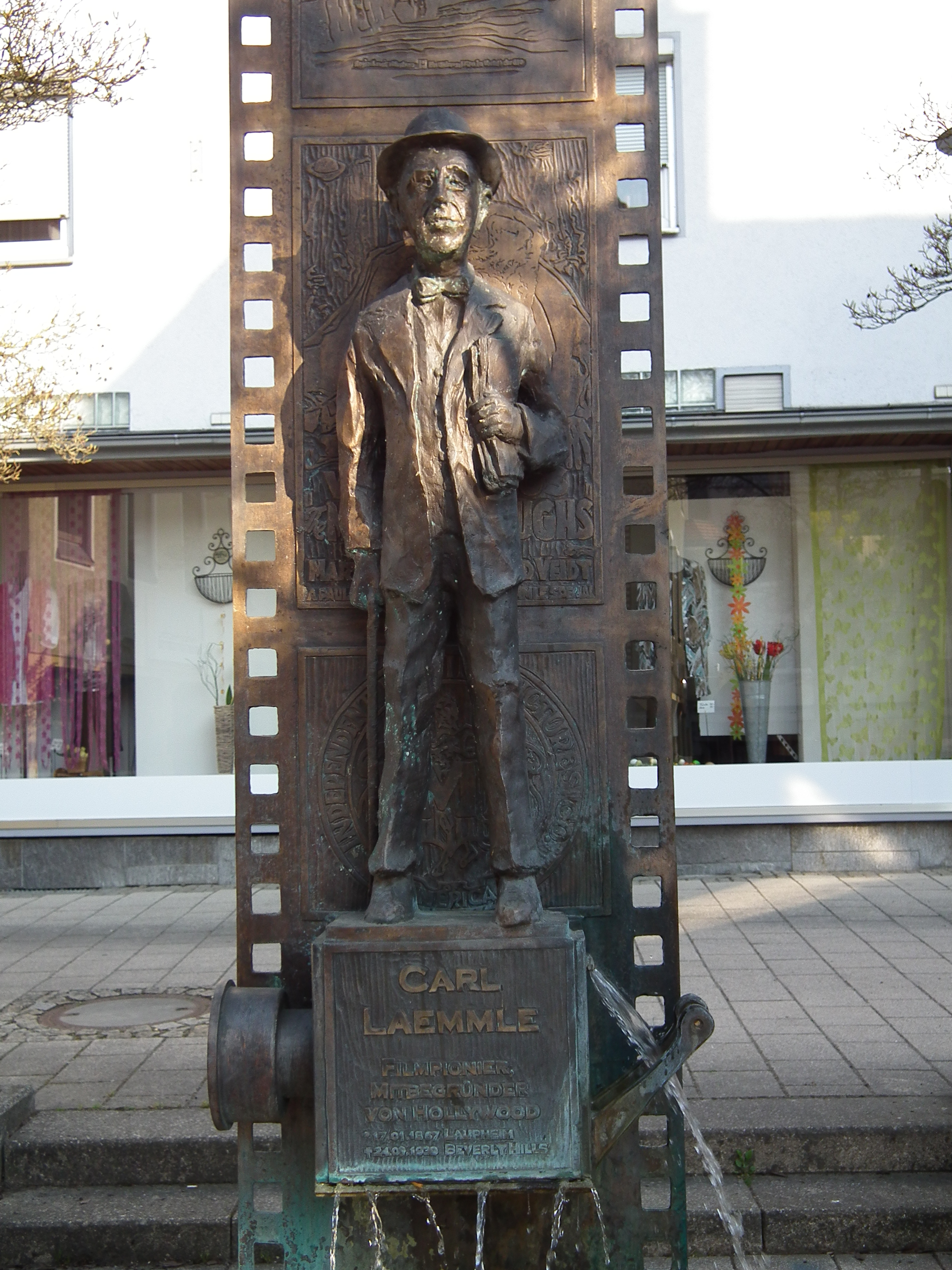
Denkmal für Carl Laemmle in Laupheim

Heute gibt es in Laupheim viele Einrichtungen, die an den Ehrenbürger Carl Laemmle erinnern, beispielsweise das Carl-Laemmle-Gymnasium, der Carl-Laemmle-Platz mit Brunnen in der Rabenstraße, das Geburtshaus in der Radstraße 9 und das Museum zur Geschichte von Christen und Juden im Schloss Großlaupheim. Dort sind ihm vier Ausstellungsräume und ein Mini-Kino gewidmet.

### Ausstellungen
Das Haus der Geschichte Baden-Württemberg zeigte von Dezember 2016 bis Juli 2017 die Sonderausstellung Carl Laemmle presents – Ein jüdischer Schwabe erfindet Hollywood. In ihr wurde an Laemmle als Hollywood-Produzenten, aber auch als Retter jüdischer Mitbürger erinnert.

### Carl Laemmle Produzentenpreis
Anlässlich des 150. Geburtstags von Carl Laemmle im Jahr 2017 wurde durch die Allianz Deutscher Produzenten – Film & Fernsehen gemeinsam mit Carl Laemmles Geburtsstadt Laupheim der Carl Laemmle Produzentenpreis ins Leben gerufen. Als erster eigenständiger deutscher Produzentenpreis zeichnet der Carl Laemmle Produzentenpreis jährlich das Lebenswerk einer herausragenden Produzentenpersönlichkeit aus und stellt zugleich generell die besondere Leistung der Produzenten im kreativen und wirtschaftlichen Prozess des Filmschaffens in besonderer Weise heraus. Zu den ausgezeichneten Produzenten gehören unter anderem Roland Emmerich, Regina Ziegler, Stefan Arndt und Nico Hofmann. 2022 wurde Gabriela Sperl ausgezeichnet.

### Universally Me
2013 startete Carl Laemmles Großnichte Antonia Carlotta die Webserie Universally Me auf YouTube, die sich mit dem Erbe ihres Großonkels und Themen rund um Universal Pictures auseinandersetzt.

## Filmografie (Auswahl)
Auswahl aus rund 1600 Filmen, die Laemmle produzierte bzw. mitproduzierte:
- 1909: Hiawatha
- 1913: Seelenhändler (Traffic in Souls)
- 1916: 20,000 Leagues Under the Sea
- 1919: Blinde Ehemänner (Blind Husbands)
- 1919: The Delicious Little Devil
- 1922: Törichte Frauen (Foolish Wives)
- 1923: Der Glöckner von Notre Dame (The Hunchback of Notre Dame)
- 1924: Hoot Gibson, der Rächer der Berge (The Ridin’ Kid from Powder River)
- 1925: Das Phantom der Oper (The Phantom Of The Opera)
- 1925: Seine Söhne (His People)
- 1925: Sir Mortons Leidenschaft (Sporting Life)
- 1927: Das vierte Gebot (The Fourth Commandment)
- 1927: Spuk im Schloß (The Cat and the Canary)
- 1927: Onkel Tom’s Hütte (Uncle Tom's Cabin)
- 1927: Der einsame Adler (The Lone Eagle)
- 1927: Hingabe (Surrender!)
- 1927: Empty Socks
- 1928: Zwei junge Herzen (Lonesome)
- 1928: Der Mann, der lacht (The Man Who Laughs)
- 1929: Die letzte Warnung (The Last Warning)
- 1929: Der Teufelsreporter
- 1929: Die seltsame Vergangenheit der Thea Carter
- 1929: Zwischen den Seilen (The Shakedown)
- 1929: Durchs Brandenburger Tor
- 1929: Galgenvögel (Hall's Heroes)
- 1930: Im Westen nichts Neues (All Quiet on the Western Front)
- 1931: Frankenstein
- 1931: Dracula
- 1931: Drácula (Spanische Version von Dracula)
- 1931: Waterloo Bridge
- 1931: The Bad Sister
- 1932: The Old Dark House
- 1932: Die Mumie (The Mummy)
- 1932: Mord in der Rue Morgue (Murders in the Rue Morgue)
- 1933: Der Unsichtbare (The Invisible Man)
- 1933: Nordpol – Ahoi!
- 1934: Die schwarze Katze (The Black Cat)
- 1934: Imitation of Life
- 1934: Call It Murder
- 1935: Frankensteins Braut (Bride of Frankenstein)
- 1935: Die Fee (The Good Fairy)
- 1935: Magnificent Obsession
- 1935: Der Werwolf von London (Werewolf of London)
- 1935: Der Rabe (The Raven)
- 1935: Der Staranwalt von Manhattan (Counsellor at Law)
- 1936: Tödliche Strahlen (The Invisible Ray)
- 1936: Draculas Tochter (Dracula's Daughter)
- 1936: Flash Gordon
- 1936: Show Boat

## Film und Theater
- Ira Beetz, Kai Christiansen, Reinhardt Beetz: 100 Jahre Hollywood. Die Carl Laemmle-Story. TV-Dokumentation, Deutschland/USA 2011, 79 Minuten. Produzent: SWR
- Jo Müller: Carl Laemmle – Ein Leben wie im Kino. TV-Dokumentation, Deutschland 2017, 90 Minuten.
- Berthold Biesinger spielt Carl Laemmle im Theaterstück „Marlene in Hollywood“ von Hannes Stöhr.[16] „Marlene in Hollywood“ hatte im Mai 2023 am Theater Lindenhof Premiere, beschäftigt sich mit Marlene Dietrich und ihrer Zeit in Hollywood. Carl Laemmle wird auf der Bühne ausführlich als Erfinder von Hollywood geehrt. Erich Maria Remarque (Romanautor von „Im Westen Nichts Neues“), welcher ein wichtiger Liebhaber war von Marlene Dietrich, stellt Carl Laemmle vor.[17] Das Theaterstück wurde von der Deutschen Kinemathek unterstützt.[18]